# Умершие в мае 2012 года
Это список известных людей, соответствующих установленным критериям значимости (см. Википедия:Критерии значимости персоналий), умерших в мае 2012 года.
Причина смерти указывается лишь в исключительных случаях (убийство, самоубийство, гибель в результате военных действий, смертная казнь, ДТП или несчастные случаи). В остальных случаях — не указывается.

## Список

### 1 мая

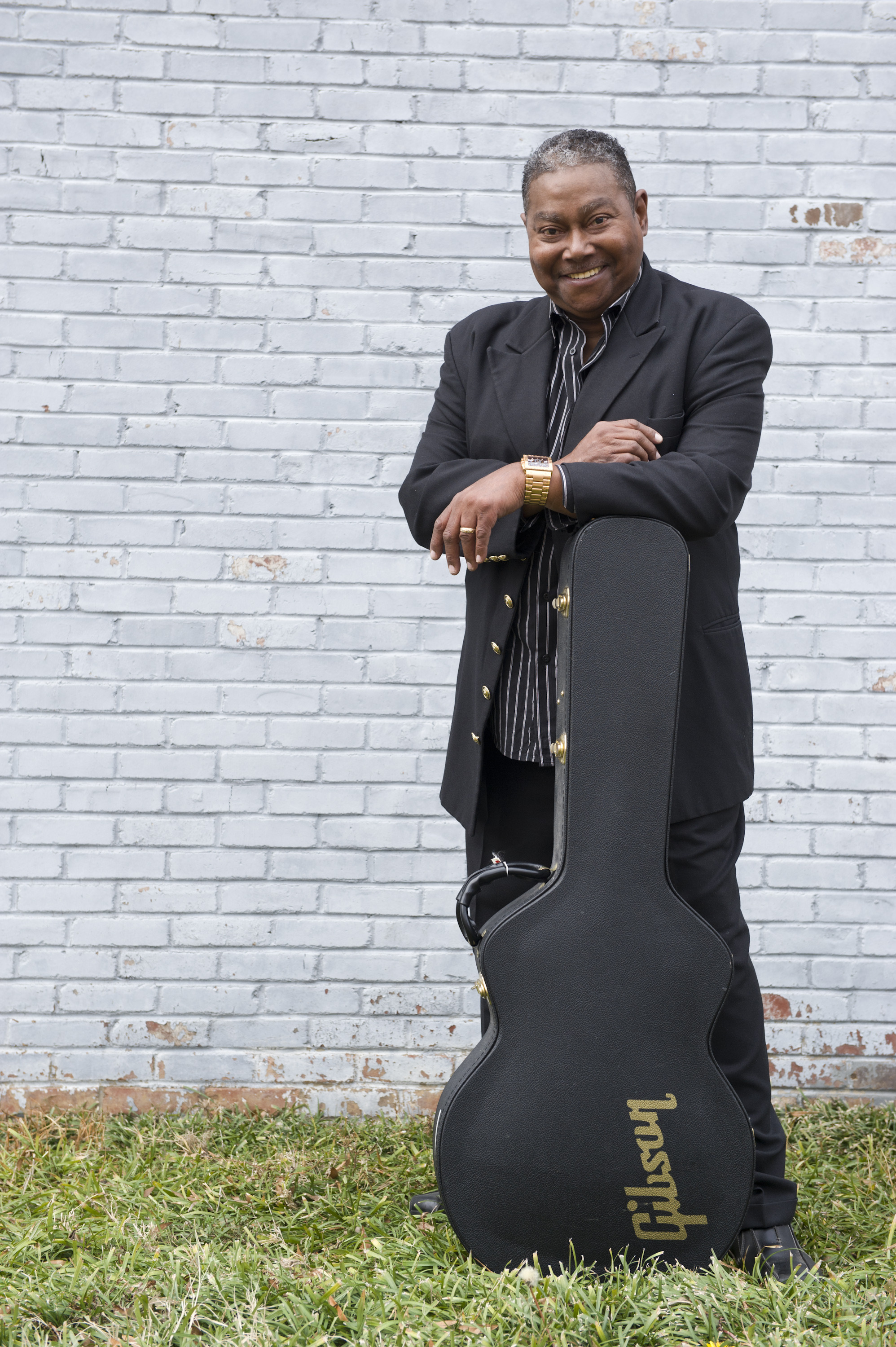
Чарльз Питтс

- Андреу, Гого (92) — аргентинский актёр (Папа на один день)[1].
- Виршувский, Мордехай (82) — израильский политик, вице-Председатель Кнессета (1988—1992). Борец за права человека[2]..
- Гашева, Руфина Сергеевна (90) — штурман, участник Великой Отечественной войны, старший лейтенант авиации, Герой Советского Союза[3].
- Кинли, Джеймс (86) — канадский политик, лейтенант-губернатор Новой Шотландии (1994—2000)[4].
- Мошев, Аркадий Васильевич (76) — российский художник, народный художник Республики Коми[5].
- Питтс, Чарльз (65) — американский музыкант, соул- и блюз-гитарист в группе певца Айзека Хейса[6].
- Пяткус, Викторас (83) — ветеран международного правозащитного движения, основатель литовской Хельсинкской группы[7].
- Розе, Эрл (85) — американский патологоанатом, проводил официальное вскрытие Джона Кеннеди. Болезнь Паркинсона[8]..
- Харди, Джон (98) — американский военный деятель, генерал-лейтенант, руководитель американских воздушных операций на Средиземном море в годы Второй мировой войны[9]
- Шанмугасундари (75) — индийская актриса, снявшаяся более чем в 700 фильмах[10]

### 2 мая

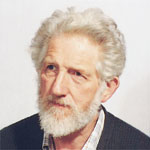
Питер Конноли

- Валерия, Лурдес (48) — венесуэльская актриса[11]
- Вознесенский, Михаил Юрьевич (51) — генерал-майор МВД России; автокатастрофа[12]..
- Вульф, Дигби (82) — британский актёр и сценарист[13]
- Гришаков, Александр Егорович (85) — участник Великой Отечественной войны, партизан и разведчик, полный кавалер ордена Славы[14].
- Дейч, Марк Михайлович (67) — журналист, политический обозреватель «Московского комсомольца». Утонул на отдыхе в Индонезии[15]
- Исраэлян, Гарик (64) — генеральный консул Армении в Батуми (Грузия)[16].
- Йонг, Эмма (37) — сингапурская актриса[17].
- Коннолли, Питер (77) — британский историк, исследователь военной истории Античности, археолог и автор иллюстраций. Научный сотрудник Оксфордского университета[18].
- Лопиш, Фернанду (76) — португальский кинорежиссёр[19]
- Миннуллин, Туфан Абдуллович (76) — российский татарский писатель, председатель правления Союза писателей ТАССР (1984—1989)[20].
- Седьянингсих, Энданг Рахаю (57) — индонезийский врач, министр здравоохранения (2009—2012)[21]
- Тономура, Акира (70) — японский физик[22]
- Цейтлин, Цви (89) — американский скрипач и музыкальный педагог белорусско-еврейского происхождения[23]

### 3 мая

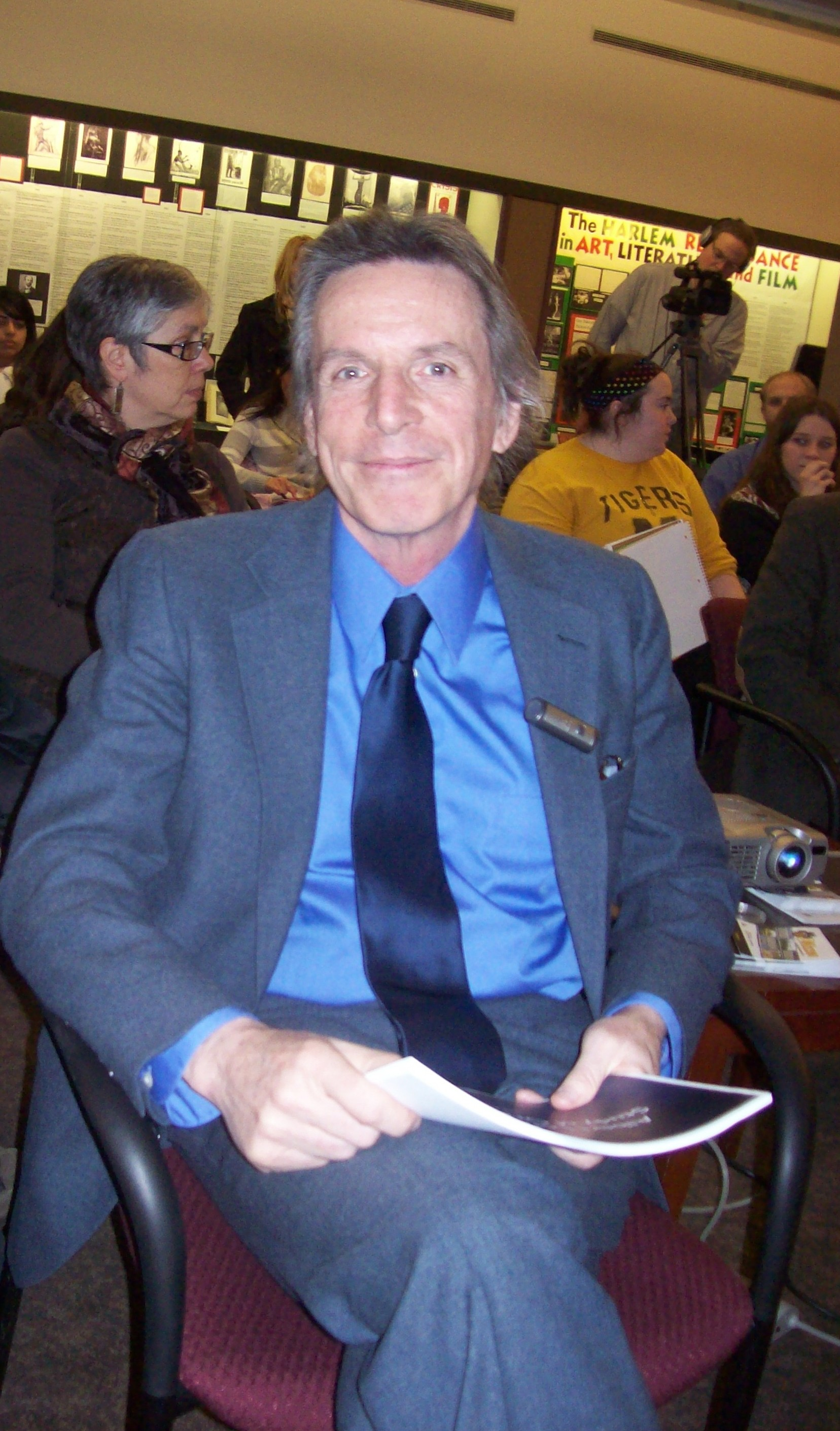
Джон Фоли

- Бревет, Ллойд (80) — ямайский музыкант из группы The Skatalites[24].
- Вердер, Феликс (90) — австралийский классический композитор[25][26]
- Ильюэка Сибаусте, Хорхе Энрике (93) — министр иностранных дел (1981—1983), вице-президент (1982—1984) и президент Панамы (1984)[27].
- Лайдла, Сильвия (84) — советская и эстонская актриса театра и кино[28]
- Селивёрстов, Сергей Васильевич (61) — советский и российский художник, живописец, директор Челябинского художественного училища (1995—2010), член СХ СССР, Заслуженный художник Российской Федерации[29].
- Фоли, Джон Майлз (65) — американский фольклорист и педагог[30].

### 4 мая
- Булахов, Михаил Гапеевич (92) — советский и белорусский языковед.
- Гарнетт, Анжелика (93) — британская писательница и художница, дочь Дункана Гранта и Ванессы Белл, племянница Вирджинии Вулф, жена Дэвида Гарнетта[31]
- Гриневальт, Кравфорд (74) — американский археолог, руководитель раскопок в Сардах (1976—2007)[32]
- Доронин, Кирилл Алексеевич (73) — советский футболист, чемпион СССР и обладатель кубка СССР в составе «Торпедо» (Москва) (1960), судья всесоюзной категории[33].
- Доэрти, Роб — американский музыкант, гитарист группы Into Eternity. Основатель группы Final Darkness[34]
- Йекини, Рашиди (48) — нигерийский футболист, нападающий[35].
- Левэйн, Эндрю (92) — американский баскетбольный тренер, главный тренер Нью-Йорк Никс (1958—1960)[36].
- Линдси, Морт (89) — американский мастер оркестровки, композитор, дирижёр и пианист, лауреат премии Эмми (1969)[37].
- Нахотскоев, Алихан Исаевич (en:Alikhan Nakotskhoyev) — российский футболист, вратарь клуба «Ангушт» (Назрань)[38].
- Стюарт, Боб (91) — американский телевизионный продюсер, создатель многих телевизионных игр, в том числе игры «Пирамида»[39].
- Цехомская, Кристина (80) — польская актриса [www.kino-teatr.ru/kino/acter/w/euro/234402/bio/]
- Чикваидзе, Александр Давидович (80) — советский и грузинский дипломат, министр иностранных дел Грузии (1992—1995)[40]
- Шорт, Эдвард (99) — британский политик, лейборист, занимавший различные министерские посты (1964—1970, 1974—1976)[41].

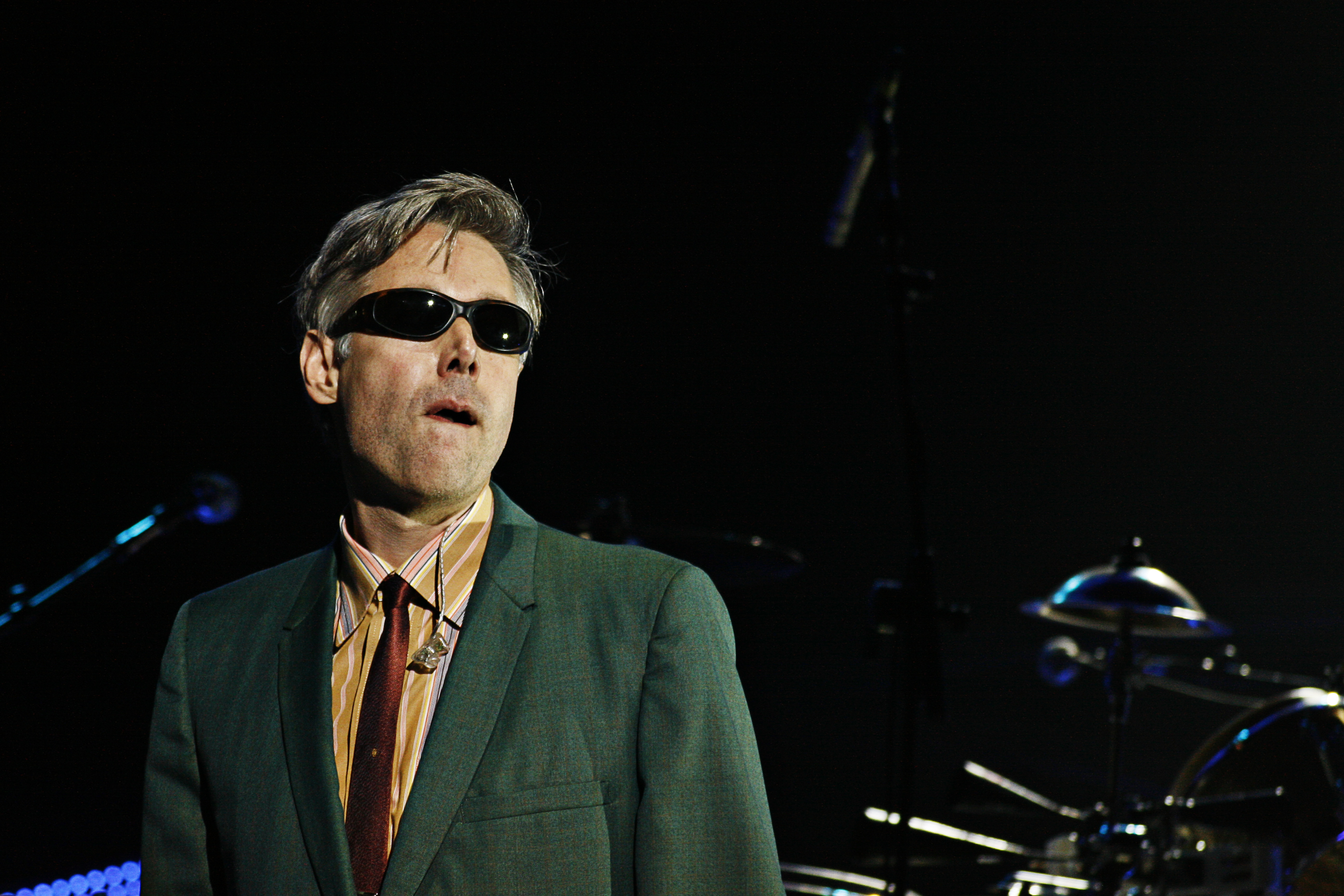
Адам Яук

- Яук, Адам (47) — американский музыкант, основатель группы Beastie Boys[42].

### 5 мая

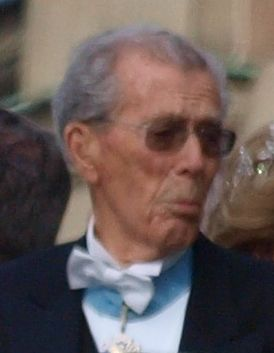
Карл Юхан Бернадот

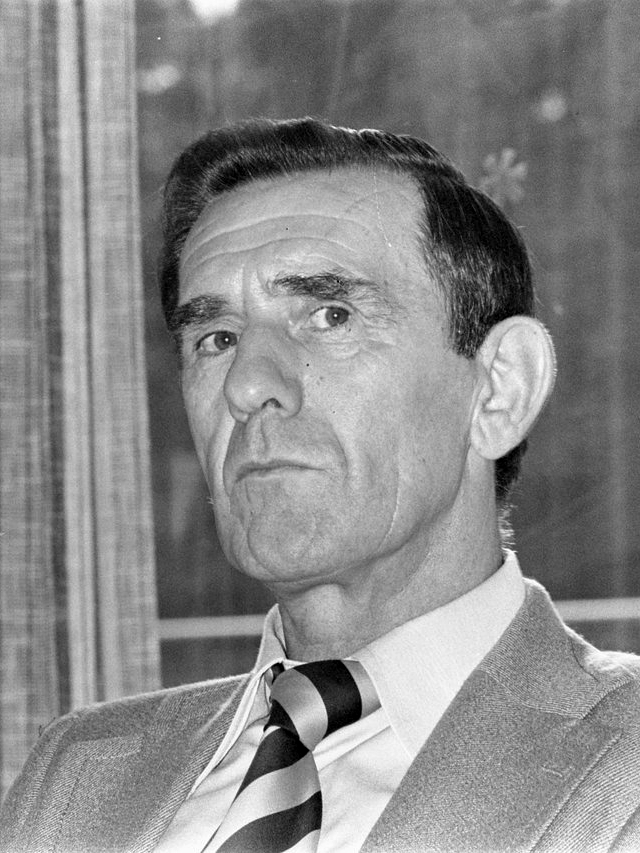
Георг Кнобель

- Ахундова, Марьям Видадиевна (37) - российская писательница, автор альтернативной биографии Фредди Меркьюри
- Бернадот, Карл Юхан (95) — шведский аристократ, дядя короля Швеции Карла XVI Густава и королевы Дании Маргрете II, последний правнук королевы Виктории[43].
- Булахов, Михаил Гапеевич (92) — советский и белорусский языковед.
- Кнобель, Георг (89) — нидерландский футбольный тренер, старший тренер сборной Нидерландов по футболу (1974—1976)[44].
- Марков, Михаил Герасимович (73) — советский велосипедист и тренер, заслуженный мастер спорта, заслуженный тренер СССР, 11-кратный чемпион СССР, серебряный призёр чемпионата мира-1967[45]..
- Месикяпп, Лайне (95) — эстонская театральная актриса, певица, исполнительница народных песен[46]
- Падаячи, Рой (62) — южноафриканский политик, министр государственной службы и администрации[47]
- Прудников, Леонид — белорусский художник кино [www.kino-teatr.ru/kino/painter/post/38120/works/]
- Сакс, Мендель (85) — американский физик[48].
- Урас, Али (88) — турецкий баскетболист и спортивный деятель, президент «Галатасарая»
- Эркко, Аатос (79) — финский медиамагнат и меценат[49]

### 6 мая

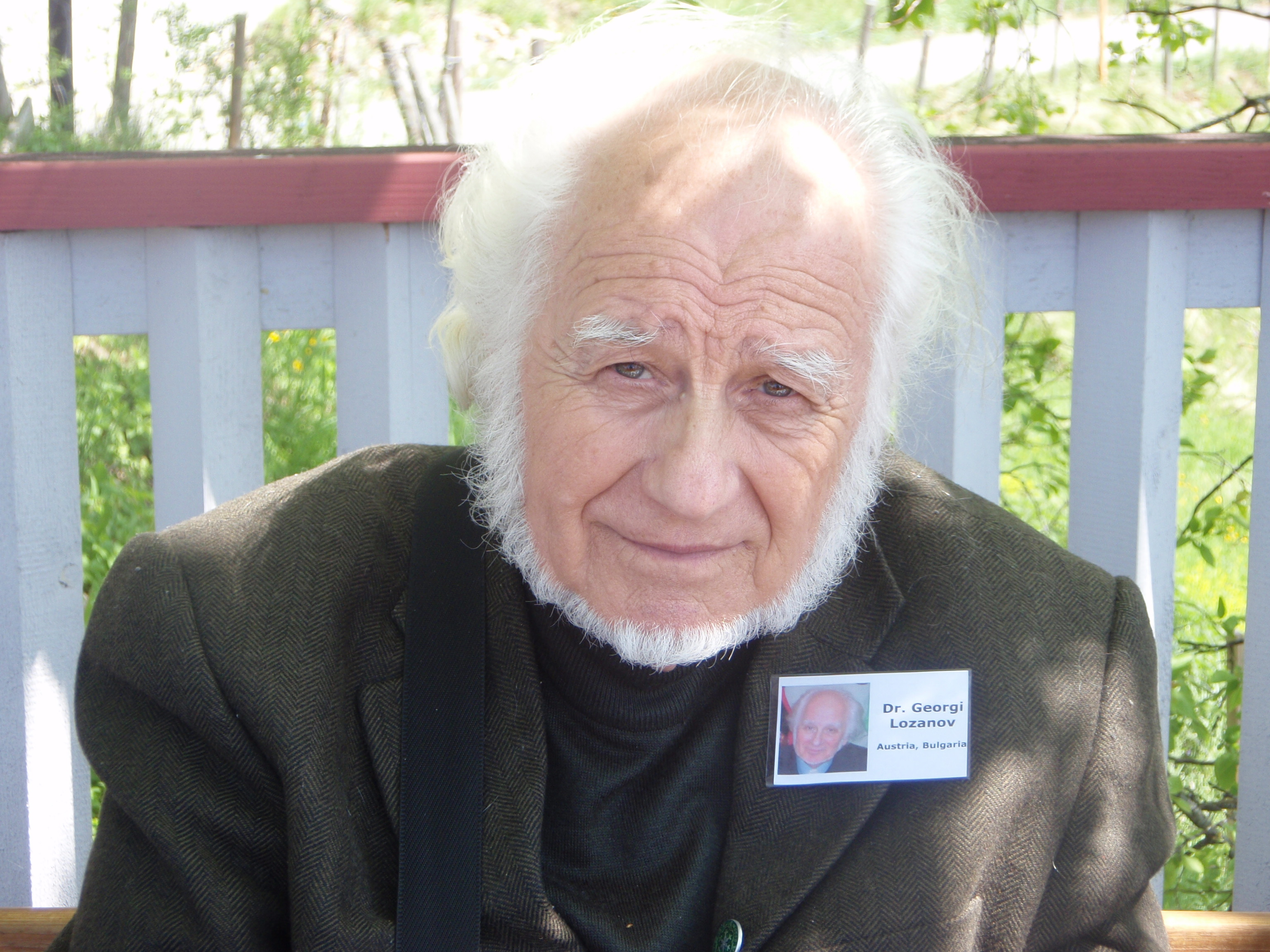
Георгий Лозанов

- Айзек, Джеймс (51) — американский кинорежиссёр («Джейсон X», «Волки-оборотни»)[50]
- Аль-Кусо, Фахд Мохаммед Ахмед (37) — йеменский террорист, командир «Аль-Каиды», один из десяти самых разыскиваемых террористов мира, убит[51]
- Бёркс, Майкл (54) — американский певец, гитарист и композитор[52].
- Бугатто, Лаутаро (20) — аргентинский футболист, защитник молодёжной сборной Аргентины, убийство[53]
- Гадери, Ирадж (77) — иранский кинорежиссёр и актёр[54]
- Лапланш, Жан (87) — французский философ и психоаналитик[55]
- Линдси, Джордж (83) — американский актёр[56].
- Лозанов, Георгий Кирилов (85) — болгарский педагог психолог и суггестолог, разработавший в 1960-е гг. метод суггестопедии, используемый для ускоренного обучения иностранным языкам[57].
- Мицотакис, Марика (82) — первая леди Греции (1990—1993), жена премьер-министра Греции Константиноса Мицотакиса[58].
- О’Коннелл, Джозеф — канадский индолог и историк религии[59].
- Саммерс, Йейл (78) — американский актёр[60].
- Сергеев, Геннадий Дмитриевич (85) — советский и российский актёр Малого театра России и кино, народный артист России[61]..
- Тройборг, Ян (56) — датский политик, который в 1993—2001 гг. занимал различные министерские посты, в том числе министра обороны (2000—2001)[62].
- Хорошевский, Виктор Гаврилович (71) — российский учёный в области распределённых вычислительных систем, член-корреспондент РАН[63]

### 7 мая
- Балов, Иван Егорович (85) — председатель колхоза им. Ленина Старожиловского района Рязанской области, Герой Социалистического Труда, почётный житель г. Рязань[64]..
- Аллен, Иван (81) — американский солист балета[65].
- Барта, Ференц (68) — венгерский экономист, президент Венгерского национального банка (1988—1990)[66].
- Бена, Стеван (76)) — сербский футболист, финалист Кубка обладателей кубков УЕФА (1965) в составе «Мюнхен 1860»[67].
- Боева, Татьяна Ивановна (60) — украинская джазовая певица, входившая в десятку лучших джазовых вокалисток мира, Заслуженная артистка Украины[68].
- Боканде, Жюль (53) — сенегальский футболист и тренер, игрок сборной Сенегала по футболу и французских клубов, лучший бомбардир Франции в составе «Меца» (1986)[69]
- Гришин, Юрий Анатольевич (61) — заместитель главнокомандующего Военно-воздушными силами РФ по воспитательной работе (1998—2004), генерал-лейтенант в отставке[70].
- Кейнан, Александр (90) — израильский микробиолог советского происхождения, один из основателей и первый директор института биологии в Нес-Ционе[71].
- Крисанти, Андреа (75) — итальянский художник-постановщик кино («Ностальгия»)[72]
- Кровякова, Мария Тихоновна (71) — главный государственный санитарный врач Крыма (1998—2007, 2008—2010)[73]
- Плетнёв, Александр Никитич (78) — русский писатель, лауреат Всесоюзной премии им. Н. Островского[74]
- Реутов, Александр Павлович (85) — советский и российский учёный в области информационных технологий, член-корреспондент РАН, заместитель министра радиопромышленности СССР[75].

### 8 мая

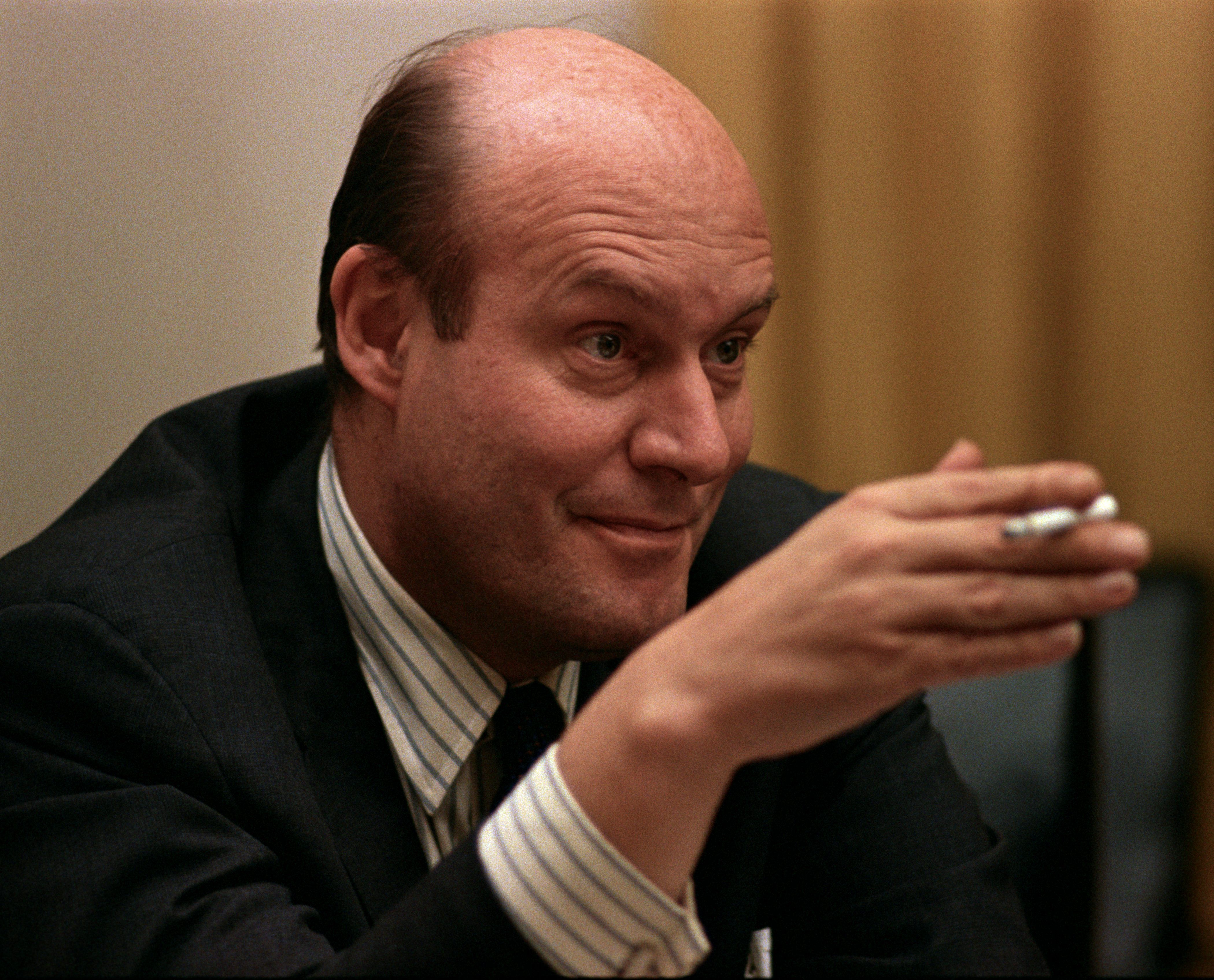
Николас Катценбах

- Гусейнов, Рифат Мирахмедович (65) — доктор экономических наук, профессор кафедры общей экономической теории Новосибирского государственного архитектурно-строительного университета[76],
- Катценбах, Николас (90) — Генеральный прокурор США (1964—1966)[77]
- Кузнецов, Виктор Егорович (65) — депутат Государственной Думы четвёртого созыва (2003—2007) от фракции КПРФ, заместитель председателя комитета по местному самоуправлению Государственной Думы[78]
- Постников, Станислав Иванович (83) — советский военачальник, главнокомандующий войсками Западного направления (1988—1993), генерал армии[79].
- Сдобнов, Юрий Афанасьевич (83) — вице-президент РААСН, академик РААСН, действительный член МААМ, академик Академии архитектурного наследия, Заслуженный архитектор РФ, почётный архитектор России[80]
- Селиванов, Фёдор Андреевич (83) — доктор философских наук, профессор кафедры философии Тюменского государственного нефтегазового университета[81]
- Сендак, Морис (83) — классик детской книжной иллюстрации США, писатель («Там, где живут чудовища»)[82].
- Тотенберг, Роман (101) — американский скрипач (Roman Totenberg)[83]
- Фирсова, Джемма Сергеевна (76) — советская и российская киноактриса, кинорежиссёр, журналистка, лауреат Ленинской премии (1980), лауреат Государственной премии СССР (1973)[84]

### 9 мая

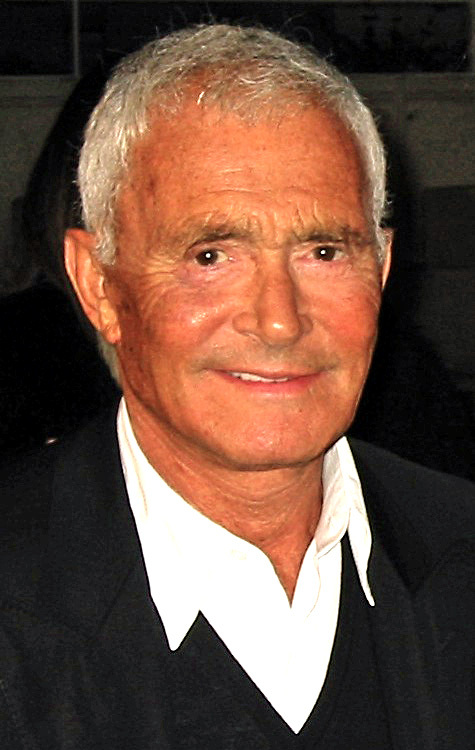
Видал Сассун

- Веретенников, Владимир Викторович (59) — вице-губернатор Владимирской области[85]
- Генри, Джеффри (71) — премьер-министр Островов Кука (1983, 1989—1999)[86]
- Матвеев, Иван Афанасьевич (81) — государственный и общественный деятель Республики Саха (Якутия), директор-советник и руководитель Центра экономических исследований АПК Якутского НИИ сельского хозяйства Россельхозакадемии[87].
- Махмудов, Икбал Биюкиши оглы (35) — украинский бизнесмен азербайджанского происхождения, владелец компании «Азуд», председатель Конгресса азербайджанцев Донецкой области; убийство[88].
- Сассун, Видал (84) — британский парикмахер, стилист, предприниматель и общественный деятель[89]
- Яблонцев, Александр Николаевич (57) — летчик-испытатель 2 класса, полковник. Погиб в авиакатастрофе самолета Superjet — 100 в Индонезии[90]

### 10 мая

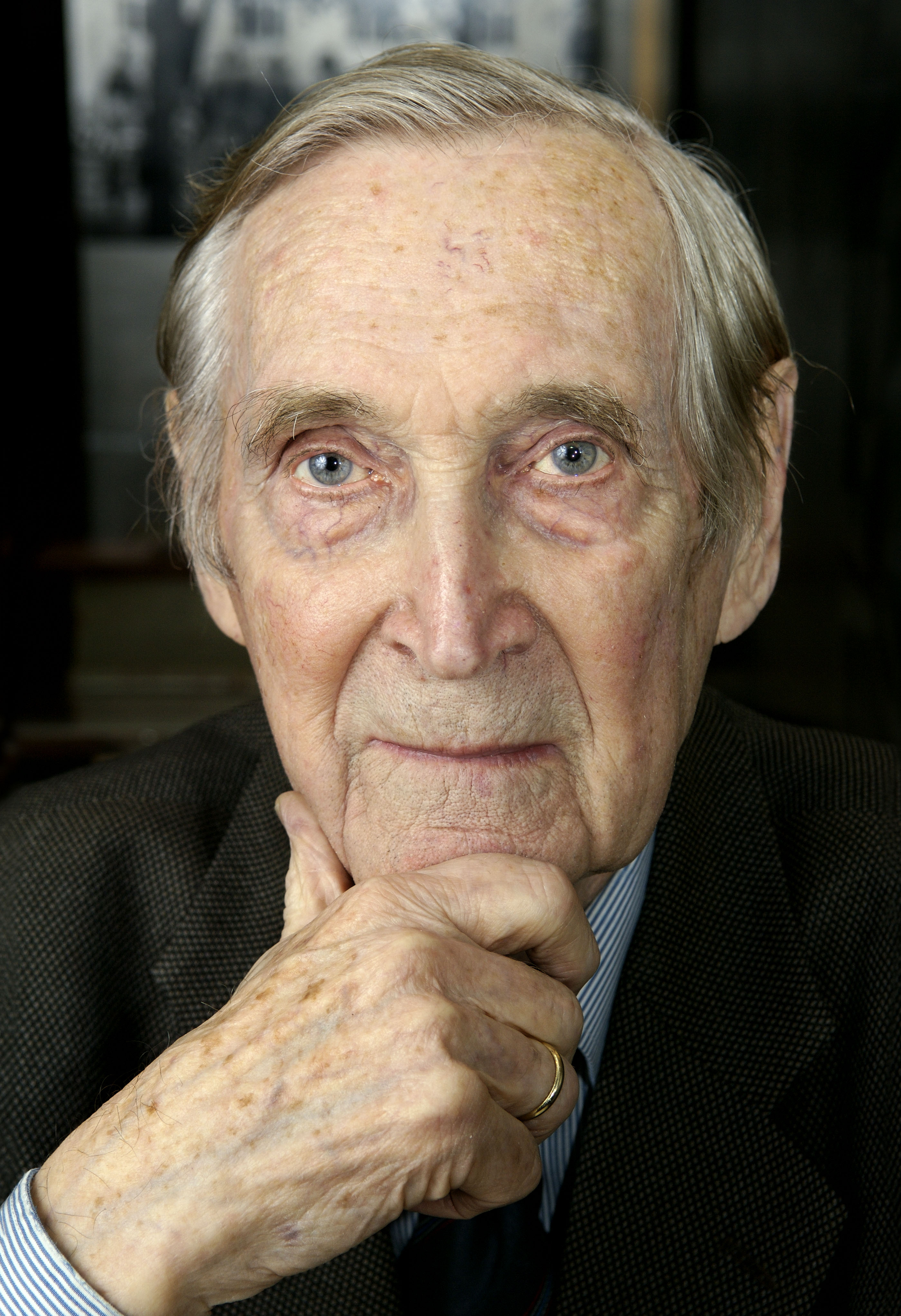
Гуннар Сёнстебю

- Джонсон, Эвелин (102) — американская женщина-пилот, занесённая в Книгу рекордов Гиннесса[91]
- Кауфманн, Гюнтер (64) — немецкий актёр и певец[92]
- Кимура, Хироси (82) — японский предприниматель, президент «Japan Tobacco» (с 2006)[93].
- Марьямяки, Пекка (64) — финский хоккеист, лучший защитник чемпионата мира 1975 года, лучший хоккеист Финляндии (1975)[94]
- Перкинс, Эдди (75) — американский боксёр, чемпион мира (1962, 1963—1965)[95].
- Редман, Джойс (96) — ирландская актриса [www.kino-teatr.ru/kino/acter/euro/153949/works/]
- Сёнстебю, Гуннар (94) — норвежский ветеран Движения Сопротивления[96]
- Сокиран, Василий Иванович (73) — советский изобретатель, ведущий конструктор в области зенитно-ракетных комплексов.
- Фаас, Хорст (79) — немецкий фотокорреспондент, лауреат Пулитцеровской премии[97]
- Шелби, Кэролл (89) — американский гонщик и автомобильный конструктор[98].
- Шипанга, Андреас (80) — намибийский политик, председатель Переходного Правительства Национального Единства Намибии (1987, 1988)[99]

### 11 мая
- Бребера, Станислав (86) — чешский химик, изобретатель Семтекса[100]
- Бозоян, Александр (80) — армянский учёный, доктор математических наук, профессор[101]
- Герцензон, Борис Миронович — советский и российский шашечный деятель, спортсмен, тренер, журналист, писатель[102]
- Дезунига, Тони (70) — филиппинский художник комиксов, один из создателей Джона Хекса[103].
- Заур Ашиг (31) — азербайджанский певец[104].
- Иваниченко, Анатолий Васильевич (44) — российский юрист, адвокат. Принимал участие в передачах «Федеральный судья», «Адвокатские истории»; инфаркт[105].
- Тимашев, Геннадий Александрович (66) — начальник Казанского высшего танкового командного краснознаменного училища, генерал-майор[106].
- Томлинсон, Трэвис (98) — американский политик, мэр Роли (1965—1969)[107]
- Хохляйтнер, Доротея (86) — австрийская горнолыжница, бронзовый призёр зимних Олимпийских игр в Кортина-д’Ампеццо 1956 в гигантском слаломе[108].

### 12 мая
- Агаджанян, Феликс Эдмундович (55) — актёр театра «Лицедеи»[109].
- Адибаев, Хасан (86) — казахстанский писатель[110].
- Бутовский, Яков Леонидович (84) — советский и российский киновед[111].
- Громстад, Тур Мариус[англ.] (22) — норвежский футболист; падение с высоты[112].
- Кир, Поль (48) — канадский хоккеист, (Баффало Сейбрз, Нью-Йорк Рейнджерс), чемпион мира среди юниоров (1982)[113].
- Полинг, Гарольд (86) — генеральный директор компании «Ford» (1990—1993)[114]
- Урселл, Фриц (89)— британский математик (число Урселла)[115].

### 13 мая
- Аминов, Али — лидер ногайской группировки боевиков, убит в ходе контртеррористической операции[116].
- Бротхен, Тронд (35) — норвежский музыкант, гитарист и вокалист блэк-метал группы Urgehal[117].
- Винтер, Джон (78) —  датско-австралийский пианист, музыкальный педагог и театральный администратор.
- Данн, Дональд (70) — американский бас-гитарист[118].
- Еременко, Галина (78) — диктор советского радио и телевидения, заслуженная артистка Республики Беларусь[119].
- Лес Лестон (91) — британский автогонщик, победитель Гран-при Люксембурга (1952)[120].
- Лубченко, Игорь Фёдорович (74) — председатель Национального союза журналистов Украины (1997—2012)[121].
- Рамазанова (Рамазанова-Лакская), Эльза (Елизавета) (57) — российская эстрадная певица; первая эстрадная исполнительница Дагестана, несчастный случай[122]
- Рахмани, Арсала (75) — премьер-министр Афганистана (1994—1995); убит в Кабуле[123].
- Ричардсон, Ли (33) — британский спидвейный гонщик, чемпион мира[124].
- Ричи, Дон (86) — австралийский страховой агент.
- Филипова, Катя (63) — болгарская певица[125].

### 14 мая
- Гердель, Борис Борисович (89) — директор Государственного театра оперы и балета ТаджСР, ветеран Великой Отечественной войны[126]..
- Бабахина, Елизавета Иосифовна (77) — продюсер, основатель анимационной киностудии «Кристмас Филмз»[127].
- Джаббаров, Анвар (54) — министр по делам культуры и спорта Узбекистана (2009—2011), убийство (тело найдено в этот день)[128].
- Маштаков, Николай Николаевич (62) — российский ярославский тележурналист и режиссёр[129].
- Радченко, Василий Григорьевич (85) — доктор технических наук, профессор кафедры «Малый бизнес в сварочном производстве» Алтайского государственного технического университета им. И. И. Ползунова, лауреат Ленинской премии, заслуженный деятель науки и техники РФ.[130]
- Сачдев, Таруни (14) — индийская актриса и фотомодель; авиакатастрофа[131].
- Степанов, Анатолий Яковлевич (80) — советский и российский писатель и сценарист[132]

### 15 мая

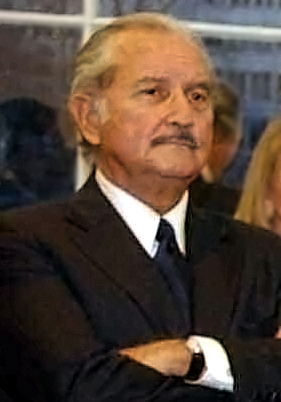
Карлос Фуэнтес

- Денкер, Генри (99) — американский сценарист («Величайшая из когда-либо рассказанных историй»)[133]
- Закария Мохи эд-Дин (93) — египетский военный и политический деятель, премьер-министр Египта (1965—1966)[134]
- Козловски, Петер (59) — немецкий философ-экономист[135][136].
- Люстигер, Арно (88) — немецко-еврейский историк[137][138].
- Мамаев, Гусейн (28) — дагестанский террорист, «амир» Махачкалы"; убит[139].
- Муррей, Джон (83) — шотландский аристократ, 11-й граф Атолла[140].
- Фуэнтес, Карлос (83) — мексиканский писатель и журналист[141].
- Харитонова, Галина Борисовна (60) — российская актриса, народная артистка Бурятии[142].

### 16 мая

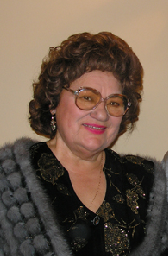
Мария Биешу

- Абднор, Джеймс (89) — американский политик, сенатор (1981—1987), руководитель управления по делам малого бизнеса (1987—1989)[143].
- Биешу, Мария Лукьяновна (76) — оперная и камерная певица Молдовы и СССР, народная артистка СССР и Молдовы, лауреат Ленинской премии, лауреат Государственной премии СССР, Герой Социалистического Труда[144].
- Браун, Чак (75) — американский музыкант, «крестный отец музыки go-go»[145]
- Бургер, Норберт (Кёльн) (79) — немецкий политик, обер-бургомистр Кёльна (1980—1999)[146]
- Гайстер, Ханс (83) — немецкий легкоатлет, бронзовый призёр летних Олимпийских игр в Хельсинки (1952) в эстафете 4×400 метров[147].
- Мыльников, Андрей Андреевич (93) — советский и российский художник, живописец, профессор, действительный член АХ СССР, народный художник СССР и РСФСР, Герой Социалистического Труда[148].
- Пономарёв, Александр Сергеевич (73) — основатель и руководитель детского хора «Весна», заслуженный артист России, лауреат «Премии Москвы в области литературы и искусства»[149]
- Телин, Владимир Никитович (71) — художник-живописец, член-корреспондент Российской академии художеств, профессор Суриковского института[150]

### 17 мая

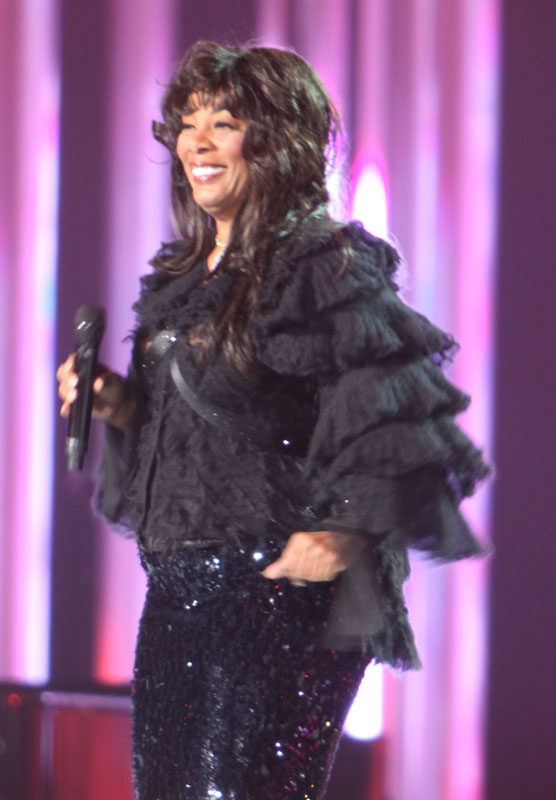
Донна Саммер

- Аль-Джазаирия, Варда (72) — арабская певица[151]
- Апциаури, Владимир Степанович (50) — советский грузинский спортсмен, чемпион Олимпийских игр в Сеуле (1988) в командном первенстве по фехтованию на рапирах[152].
- Донна Саммер (63) — американская певица, «королева диско», шестикратная обладательница премии «Грэмми»; рак лёгких[153].
- Клида, Франс (79) — французская классическая пианистка[154].
- Мафисанго, Патрик (32) — руандийский футболист, игрок и капитан сборной Руанды, автокатастрофа[155].
- Павленок, Борис Владимирович (88) — сценарист, писатель, заместитель председателя Госкино СССР (1970—1985)[156].
- Погосян, Степан Карапетович (80) — первый секретарь ЦК Компартии Армении (1990—1991), член Политбюро ЦК КПСС (1990—1991)[157].
- Храбрых, Василий Иванович (85) — ветеран Великой Отечественной войны, участник штурма Берлина, юнга Северного флота[158].
- Эзра, Гидеон (74) — израильский политик, министр внутренней безопасности (2004—2006), министр туризма (2001—2005), министр по охране окружающей среды (2006—2009)[159]

### 18 мая
- Авила, Марко Антонио (39) — мексиканский журналист, который писал об организованной преступности и наркоторговле; похищен и убит[160]
- Джей Гурудев (116) — индийский религиозный лидер[161]
- Джонс, Питер (45) — австралийский музыкант, барабанщик группы Crowded House, рак мозга[162].
- Фишер-Дискау, Дитрих (86) — немецкий оперный и камерный певец (баритон), музыковед, дирижёр[163].
- Щербаков, Юрий Александрович (65) — российский моряк-подводник, капитан 1 ранга, Герой России (1993)[164].

### 19 мая
- Бёрджес, Ян (81) — британский автогонщик[165].
- Бузер, Боб (75) — американский баскетболист, чемпион летних Олимпийских игр в Риме 1960[166].
- Ганчук, Виктор Вианорович (78) — российский спортивный журналист[167]
- Хец, Герхард (69) — немецкий пловец, серебряный призёр летних Олимпийских игр в Токио (1964) в эстафете 4×200 метров вольным стилем, бронзовый призёр на этих же играх на дистанции 400 метров комплексным плаванием, двукратный рекордсмен мира на дистанции 400 метров комплексным плаванием[168].

### 20 мая

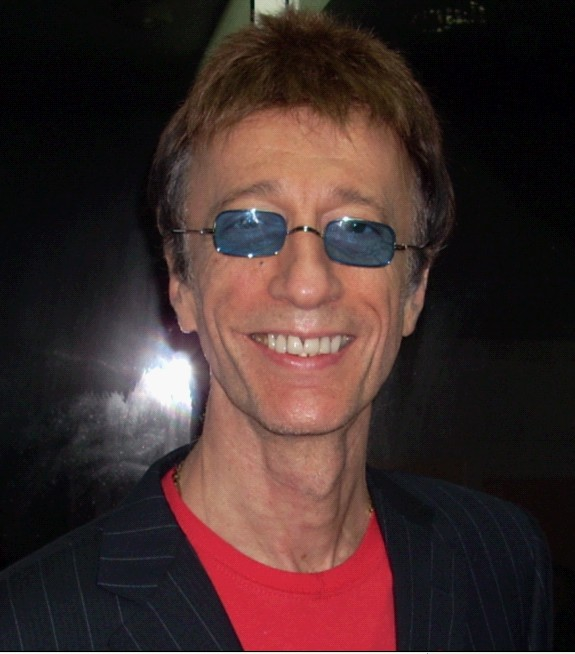
Робин Гибб

- аль-Меграхи, Абдель Бассет Али (60) — ливийский террорист, осуждённый за организацию теракта над Локерби; рак предстательной железы[169].
- Гибб, Робин (62) — британский музыкант, сооснователь группы Bee Gees; рак печени и толстой кишки[170].
- Мамедов, Аслан (26) — лидер боевиков северной части Дагестана (Хасавюртовская группировка); убит[171].
- Полли, Юджин (96) — американский инженер электронщик, изобретатель первого пульта дистанционного управления для телевизоров (Flashmatic) (1955)[172]
- Стрэй, Свен (90) — министр иностранных дел Норвегии (1970—1971, 1981—1986)[173].
- Чихладзе, Людмила Александровна (87) — танцовщица, режиссёр-балетмейстер, народная артистка Абхазской ССР, заслуженная артистка Грузинской ССР, член Союза грузин в России[174]

### 21 мая
- Адаменко, Екатерина Захаровна (92) — неоднократная чемпионка СССР и Украины по пятиборью, прыжкам в длину и в беге на 80 и 100 метров с барьерами, мать главного тренера сборной Украины по футболу Олега Блохина[175].
- Блэзончик, Эдди (70) — американский музыкант, лауреат премии Грэмми (1987)[176].
- Вальдес, Родольфо Феликс (86) — мексиканский политик, губернатор штата Сонора (1985—1991)[177]
- Добронравов, Борис Владимирович (76) — актёр Астраханского драматического театра, заслуженный артист России[178]..
- Думбадзе, Роман Нодарович (48) — генерал-майор грузинской армии, экс-командир 25-й Батумской бригады; убийство[179].
- Константин (Баган) (76) — митрополит Украинской православной церкви в США (с 1993)[180]
- Митрошин, Игорь Гарьевич (48) — артист Хабаровского краевого театра драмы и комедии[181].
- Родригес, Дуглас (61) — кубинский боксёр, чемпион мира (1974), бронзовый призёр летних Олимпийских игр в Мюнхене (1972)[182]

### 22 мая
- Чернов, Юрий Иванович (78) — эколог, исследователь Арктики, академик РАН[183].
- Феррейра де Агиар, Франсиско (Формига) (81) — бразильский футболист, игрок сборной Бразилии по футболу, обладатель Межконтинентального кубка по футболу (1962)[184].
- Азарова, Людмила Тимофеевна (77) — латвийская русскоязычная поэтесса и переводчик[185].
- Ванин, Алексей Захарович (87) — советский и российский киноактер, заслуженный мастер спорта по классической борьбе, заслуженный артист Российской Федерации[186].
- Крыжановский, Юрий (51) — украинский поэт, бард[187].
- Кэррол, Джанет (71) — американская актриса («Рискованный бизнес»)[188].
- Лаффранчи, Клаудиа — шведско-американский кинорежиссёр, сценарист, кинопродюсер и киножурналист[189].

### 23 мая
- Бейлин, Вячеслав Иосифович (60) — российский импресарио, концертный директор, председатель правления Национальной ассамблеи организаторов развлечений России[190]
- Возницкий, Борис Григорьевич (86) — директор Львовской галереи искусств, Герой Украины (2005); автокатастрофа[191]..
- Жук, Полина Вадимовна (20) — белорусская велосипедистка, член молодежной сборной страны; разбилась во время гонок[192]
- Задорин, Александр Дмитриевич (77) — российский учёный в области биологической интенсификации земледелия, член-корреспондент РАСХН
- Келем-Лермонтова, Адель-Гайден Адольфовна (93) — последняя участница Николаевского подполья в годы Великой Отечественной войны[193].
- Коллар, Штефан (57) — заместитель генерального директора Международной организации космической связи «Интерспутник»[194].
- Орлов, Владимир Константинович (71) — российский театральный композитор; инфаркт[195]

### 24 мая
- Адыгезалзаде, Зохраб Афрасиаб оглу (71) — азербайджанский музыкант, народный артист Азербайджана, пианист[196].
- Арпман, Жаклин (94) — бельгийская писательница, лауреат премии Медичи (1996)[197]
- Голдмарк, Кэти (63) — американская писательница и музыкант, участница группы Rock-Bottom Remainders[198]
- Давитая, Сергей Жаниевич (45) — российский петербургский общественный деятель, автор Праздника Корюшки[199]
- Ковалко, Михаил Петрович (67) — председатель Государственного комитета нефтяной, газовой и перерабатывающей промышленности Украины (1995—1998)[200].
- Ломбардо, Франсиско (86) — аргентинский футболист, защитник сборноф Аргентины по футболу, Участник Чемпионата мира по футболу 1958 года, двукратный чемпион Южной Америки (1955, 1959)[201].
- Мавровская, Магдалина Константиновна (98) — российская художница, народный художник Республики Татарстан[202]
- МакКоннелл, Марк (50) — американский музыкант, барабанщик групп Sebastian Bach, Blackfoot, Skid Row[203]
- Муртазалиев, Арсанали (Арсен) Салгереевич (54) — министр спорта Республики Дагестан[204].
- Рич, Ли (93) — американский продюсер, лауреат премии Эмми (1973)[205].
- Тимошенко, Геннадий Афанасьевич (75) — генеральный директор корпорации ЕЭСУ, свёкор экс-премьер-министра Украины Юлии Тимошенко[206].
- Фабер, Клаас Карел (90) — нацистский военный преступник[207]

### 25 мая

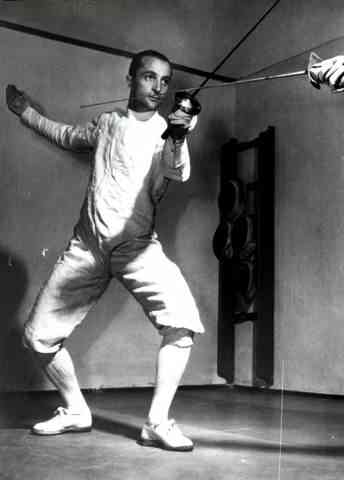
Эдоардо Манджаротти

- Гарднер, Кейт (82) — ямайский легкоатлет, бронзовый призёр летних Олимпийских игр в Риме (1960) в эстафете 4×400 метров[208]
- Гинзбург, Борис Морисович (91) — гидролог, один из основоположников науки о прогнозах ледового режима рек и водохранилищ, доктор географических наук, профессор, Заслуженный деятель науки России[209]
- Дзевановский, Сергей Юрьевич (64) — советский и российский музыкант и преподаватель. Директор хорового училища им. М. Глинки, заслуженный деятель искусств[210]
- Манджаротти, Эдоардо (93) — итальянский фехтовальщик, шестикратный чемпион Олимпийских игр, тринадцатикратный чемпион мира[211]
- Наумов, Николай Фёдорович (90) — советский и российский писатель.
- Спаркс, Беатрис (95) — американская писательница («Дневник Алисы»)[212].
- Файнштейн, Софья Исааковна (84) — советская и российская криминалистка.
- Фоссье, Робер (84) — французский историк-медиевист («Люди средневековья») (русский перевод 2010)[213][214]
- Хенли, Уильям (80) — американский писатель и сценарист («Мотыльки на ветру», «Кое-что про Амелию»)[215].
- Хорев, Виктор Александрович (80) — российский ученый, профессор Института славяноведения РАН[216].

### 26 мая
- Декабутер, Артур (75) — бельгийский велогонщик, победитель Тура Фландрии (1960), Dwars door Vlaanderen (1960), Омлоп Хет Ниувсблад (1961), E3 Харелбеке (1961)[217].
- Диллон, Лео (79) — американский художник-иллюстратор, вместе с женой, Дианой Диллон, двукратный лауреат Медали Калдекотта (1976, 1977) и Всемирной премии фэнтези (2008)[218]
- Миядзава, Хироси (90) — японский политик, губернатор префектуры Хиросима (1973—1981), министр юстиции (1995)[219].
- Оруметс, Велло (70) — эстонский советский певец[220]
- Пушков, Владимир Алексеевич (55) — генеральный консул России в Ниигате; несчастный случай[221].
- Эрикссон, Анна-Лиса (83) — шведская лыжница, бронзовая призёрка зимних Олимпийских игр в Кортина-д’Ампеццо (1956) в эстафете 3х5 км

### 27 мая

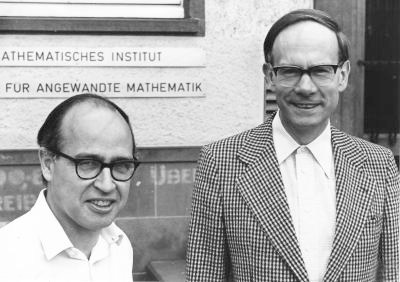
Фридрих Хирцебрух

- Даниэль, Симеон (77) — премьер-министр Невиса (1983—1992)[222]
- Кабатова, Зита (99) (cs:Zita Kabátová) — старейшая чешская актриса[223].
- Карузо, Ди (83) — американский сценарист («Напряги извилины»)[224].
- Насиров, Мустафа (90) — ветеран Великой Отечественной войны, генерал-майор пограничных войск Азербайджана[225].
- Розенблит, Роман Александрович (77) — российский кинорежиссёр и журналист[226].
- Спиридон (Ермогенус) (85) — епископ ИПЦ Греции (Синод Хризостома); бывший митрополит Австралийский и всей Океании.
- Тапиа, Джонни (45) — американский боксёр-профессионал. Чемпион мира во 2-й наилегчайшей (версия WBO, 1995—1998; версия IBF, 1997—1998), легчайшей (версия WBA, 1998—1999; версия WBO, 2000), полулёгкой (версия IBF, 2002) весовой категории[227].
- Хирцебрух, Фридрих (84) — немецкий математик, лауреат премии Вольфа (1988), медали Ломоносова (1996) и премии имени Н. И. Лобачевского (1989), Иностранный член РАН[228].

### 28 мая
- Биктемиров, Шаукат Хасанович (83) — советский и татарский актёр театра и кино, Народный артист СССР (1977)[229]
- Макушкин, Юрий Семёнович (71) — советский и российский учёный-физик, ректор Томского государственного университета (1983—1992)[230].
- Никона (Перетягина) (70) — настоятельница Казанской Амвросиевской женской пустыни в Шамордино (1990—2012)[231].
- Поплавская, Ирина Ивановна (82) — российская актриса, режиссёр-постановщик киностудии «Мосфильм», Народная артистка России[232]
- Самсонов, Николай Георгиевич (86) — российский филолог-славист, профессор кафедры русского языка Северо-Восточного федерального университета[233]
- Суслопаров, Юрий Владимирович (53) — советский футболист, защитник и полузащитник. Мастер спорта международного класса (1980). Двукратный чемпион СССР[234].
- Черных, Евгений Васильевич (80) — бригадир сталеваров Ижевского металлургического завода, Герой Социалистического Труда[235].

### 29 мая
- Гаджиханов, Насыр Рамазанович (45) — российский спортсмен, трехкратный чемпион Европы по вольной борьбе, заместитель министра спорта Дагестана; убийство[236].
- Уотсон, Док (89) — американский музыкант, восьмикратный лауреат премии Грэмми[237]
- Минков, Марк Анатольевич (67) — советский и российский композитор, народный артист России[238].
- Синдо, Канэто (100) — японский кинорежиссёр, сценарист[239]
- Уёмов, Авенир Иванович (84) — советский и украинский философ, основатель и бессменный председатель Одесского философского общества[240]
- Храбровицкая, Галина Ивановна (?) — директор Государственного музея — гуманитарный центр «Преодоление» им. Н. А. Островского (1984—2011)[241].

### 30 мая

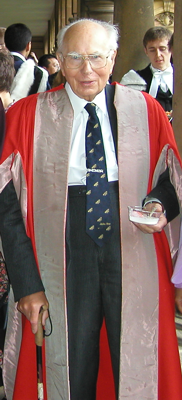
Эндрю Хаксли

- Поль, Герхард (74) — немецкий политик, министр экономики ГДР (1990)[242].
- Тваймен, Джек (78) — американский баскетболист, член сборной всех звёзд НБА (1957—1960, 1962—1963), член Зала славы баскетбола[243].
- Хаксли, Эндрю Филдинг (94) — английский нейрофизиолог и биофизик, лауреат Нобелевской премии по физиологии и медицине в 1963 году[244].
- Юмшанов, Василий Вениаминович — российский журналист и режиссёр документальных фильмов, лауреат российских и международных фестивалей[245]
- Беленко Григорий Демидович (86) — ветеран ВОВ

### 31 мая
- Вулридж, Орландо (52) — американский баскетболист, игрок НБА[246].
- Мидлер, Марк Петрович (80) — советский спортсмен, двукратный Олимпийский чемпион, неоднократный чемпион мира по фехтованию[247].
- Пич, Пауль (100) — немецкий автогонщик и книгоиздатель, старейший гонщик Формулы 1[248]
- Попов, Сергей Петрович (97) — советский и российский трубач.